# Kalahari
Il Kalahari (AFI: /kalaˈari/ in italiano; /ˌkaləˈhɑːri/ in inglese) è una regione desertica dell'Africa meridionale. Si estende principalmente in Botswana, nella fascia orientale della Namibia e nel nord-ovest del Sudafrica. Con una superficie di circa 930000 km², è il sesto deserto più grande del mondo.

## Clima e geografia

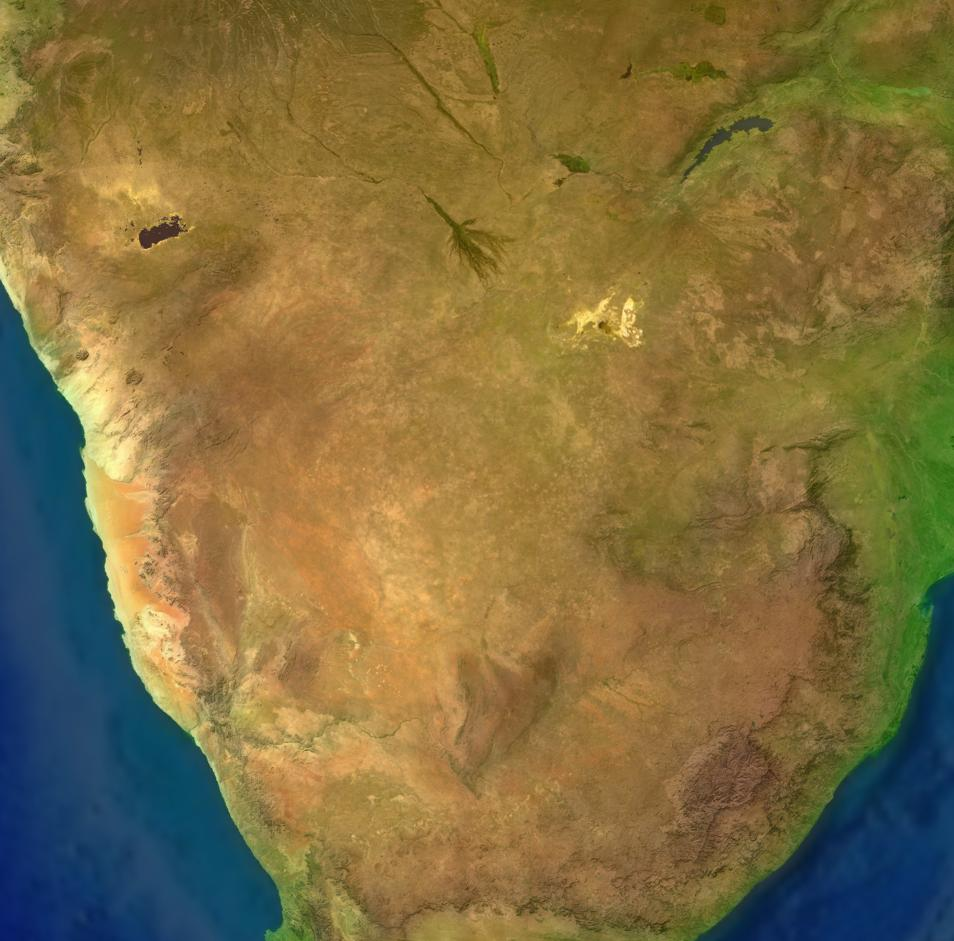
Immagine satellitare dell'Africa meridionale

Il Kalahari è una regione desertica dell'Africa meridionale. Si estende principalmente in Botswana, nella fascia orientale della Namibia e nel nord-ovest del Sudafrica. Con una superficie di circa 930000 km², è il sesto deserto più grande del mondo. Si presenta come una vasta distesa di sabbia. È molto arido e ha caratteristiche da clima steppico. Situato fra i bacini idrografici dei fiumi Zambesi e Orange, è parte di un immenso altopiano africano e si trova a un'altezza media di 900 metri. 
Il Kalahari è un deserto di sabbia rossa in parte arido e in parte steppico. Parti del Kalahari ricevono più di 250 mm di acqua piovana ogni anno, mentre la zona veramente arida si trova a sud-ovest, dove ogni anno piovono meno di 175 mm d'acqua. Le temperature estive variano dai 20 ai 40 °C. In inverno il clima è secco e freddo, con una temperatura minima che in media può essere sotto lo zero, e di notte sono frequenti le gelate. Le uniche riserve permanenti d'acqua di grandi dimensioni sono costituite dalle saline, tra cui le più grandi sono quelle di Makgadikgadi in Botswana e di Etosha in Namibia.

## Ambiente
Il Kalahari ha una serie di riserve naturali, la Riserva faunistica del Kalahari centrale (la seconda area protetta più grande del mondo), la Riserva faunistica Khutse e il Parco transfrontaliero Kgalagadi.
Tra gli animali che vivono nella regione vi sono le iene, i leoni, i suricati, diverse specie di antilopi (incluso l'orice), e molte specie di rettili e uccelli. La vegetazione è molto variegata e comprende più di 400 specie di piante (come il melone tsamma), ma consiste principalmente di graminacee e acacie.
Il Kalahari ospita l'antico popolo nomade dei San (Boscimani), che si crede vivano in queste terre come cacciatori-raccoglitori da almeno ventimila anni. Vi sono numerosi giacimenti di carbone, rame e nichel, e una delle più grandi miniere di diamanti del mondo, che si trova a Orapa nella regione del Makgadikgadi, nel nord-est del deserto.